# Johnnie Walker Championship 2013
Het Johnnie Walker Championship is een golftoernooi van de Europese PGA Tour dat altijd op Gleneagles wordt georganiseerd. In 2013 werd het toernooi gespeeld van 22-25 augustus. Titelverdediger was Paul Lawrie, Tommy Fleetwood werd zijn opvolger.
Het prijzengeld was gezakt naar € 1.400.000, hetgeen betekent dat het een relatief klein toernooi was. In 2014 wordt dit toernooi overgeslagen omdat de Ryder Cup dan op deze baan wordt gespeeld. Er zijn al enkele wijzigingen in de baan aangebracht om de Centennial Course nog meer geschikt te maken voor de Ryder Cup.

## Verslag
De par van de baan is 72.

### Ronde 1
Ricardo González en Bernd Wiesberger zijn het toernooi begonnen met mooie ronde van 65. Beiden hadden zeven birdies gemaakt en gingen samen aan de leiding. Scott Hend maakte met een ijzer 7 een hole-in-one op hole 17, een par 3 van 177 meter.

### Ronde 2
Er werd een tweede hole-in-one op hole 17 gemaakt, weer met een ijzer 7, ditmaal door Richard Finch. Hij kreeg een fles Johnnie Walker whisky.

### Ronde 3
González bleef aan de leiding maar kreeg de 22-jarige Tommy Fleetwood naast zich. Fredrik Andersson Hed maakte weer een ronde onder de 70 en steeg  met -15 naar de derde plaats. Stephen Gallacher had zijn rug verrekt tijdens het wassen van zijn auto, maar de behandeling van de fysiotherapeut hielp; hij haalde net de cut. Na een ronde van 64 kwam hij zelfs op de gedeeld vierde plaats.

### Ronde 4
González bleef aan de leiding maar verloor de play-off aan Tommy Fleetwood. Fleetwood had in 2011 een toernooi gewonnen op de Challenge Tour, maar dit was zijn eerste overwinning op de Europese Tour. Steven Gallacher  had een ronde van 67 gemaakt en was ook in de play-off die al op de eerste extra hole beslist werd. Op de wereldranglijst steeg Fleetwood van nummer 277 naar nummer 165.
- Scores

| Naam                  | Score R1 | Score R1 | Nr   | Score R2 | Score R2 | Totaal | Nr  | Score R3 | Score R3 | Totaal | Nr  | Score R4 | Score R4 | Totaal | Nr  |
| --------------------- | -------- | -------- | ---- | -------- | -------- | ------ | --- | -------- | -------- | ------ | --- | -------- | -------- | ------ | --- |
| Tommy Fleetwood       | 68       | -4       | T14  | 65       | -7       | -11    | T3  | 67       | -5       | -16    | T1  | 70       | -2       | -18    | 1   |
| Ricardo González      | 65       | -7       | T1   | 65       | -7       | -14    | 1   | 70       | -2       | -16    | T1  | 70       | -2       | -18    | T2  |
| Stephen Gallacher     | 71       | -1       | 59   | 68       | -4       | -5     | T19 | 64       | -8       | -13    | T4  | 67       | -5       | -18    | T2  |
| Bernd Wiesberger      | 65       | -7       | T1   | 66       | -6       | -13    | 2   | 72       | par      | -13    | T4  | 68       | -4       | -17    | T4  |
| Brett Rumford         | 66       | -6       | T3   | 69       | -3       | -9     | T5  | 69       | -3       | -12    | T6  | 68       | -4       | -16    | T6  |
| Paul Waring           | 75       | +3       | T134 | 63       | -9       | -6     | T14 | 67       | -5       | -11    | T9  | 67       | -5       | -16    | T6  |
| Thongchai Jaidee      | 66       | -6       | T3   | 69       | -3       | -9     | T5  | 73       | +1       | -8     | T20 | 68       | -4       | -12    | T17 |
| Ross Fisher           | 66       | -6       | T3   | 72       | par      | -6     | T14 | 66       | -6       | -12    | T6  | 72       | par      | -12    | T17 |
| Fredrik Andersson Hed | 68       | -4       | T14  | 67       | -5       | -9     | T5  | 66       | -6       | -15    | 3   | 76       | +4       | -11    | T23 |
| Mark Foster           | 66       | -6       | T3   | 67       | -5       | -11    | T3  | 73       | -1       | -10    | T15 | 72       | par      | -10    | T28 |
| Oliver Fisher         | 66       | -6       | T3   | 70       | -2       | -8     | T8  | 69       | -3       | -11    | T9  | 77       | +5       | -6     | T52 |
| Ignacio Garrido       | 66       | -6       | T3   | 73       | +1       | -5     | T19 | 72       | par      | -5     | T54 | 73       | +1       | -4     | T58 |
| Maarten Lafeber       | 72       | par      | T81  | 73       | +1       | +1     | MC  |          |          |        |     |          |          |        |     |

| Leider |  | Toernooirecord |  | MC = missed cut = cut gemist |  | DQ = disqualified |

## Spelers
| - Björn Åkesson - Fredrik Andersson Hed - Kiradech Aphibarnrat - Scott Arnold - Matthew Baldwin - Seve Benson - Thomas Bjørn - Richard Bland - Grégory Bourdy - Gary Boyd - Kristoffer Broberg - Daniel Brooks - Rafa Cabrera Bello - Michael Campbell - Jorge Campillo - Alejandro Cañizares - Magnus A. Carlsson - Christian Cévaër - SSP Chowrasia - Robert Coles - Carlos Del Moral - Matteo Delpodio - Robert-Jan Derksen - Chris Doak - Andrew Dodt - David Drysdale - Victor Dubuisson - Simon Dyson - Johan Edfors - Peter Erofejeff - Niclas Fasth - Darren Fichardt - Richard Finch - Oliver Fisher - Ross Fisher - Tommy Fleetwood - Oscar Florén - Alastair Forsyth - Mark Foster - Lorenzo Gagli - Stephen Gallacher - Ignacio Garrido | - Jean-Baptiste Gonnet - Ricardo Gonzalez - Tano Goya - Richard Green - Emiliano Grillo - Anders Hansen - JB Hansen - Soren Hansen - Andreas Hartø - Grégory Havret - Peter Hedblom - Scott Hend - Scott Henry - David Higgins - Michael Hoey - Keith Horne - David Horsey - David Howell - Raphaël Jacquelin - Thongchai Jaidee - Scott Jamieson - Lasse Jensen - Michael Jonzon - Alexandre Kaleka - Shiv Kapur - Rikard Karlberg - Simon Khan - Maximilian Kieffer - James Kingston - Søren Kjeldsen - Brooks Koepka - Espen Kofstad - Mikko Korhonen - Maarten Lafeber - Joakim Lagergren - Moritz Lampert - José Manuel Lara - Pablo Larrazábal - Paul Lawrie (2012) - Peter Lawrie - Craig Lee - Thomas Levet | - Alexander Levy - Tom Lewis - Sam Little - Chris Lloyd - Gary Lockerbie - Shane Lowry - Mikael Lundberg - Callum Macaulay - Morten Ørum Madsen - Andrew Marshall - Gareth Maybin - Richard McEvoy - Paul McGinley - Damien McGrane - Prom Meesawat - Francesco Molinari - James Morrison - Matthew Nixon - José María Olazabal - Thorbjørn Olesen - Gary Orr - Chris Paisley - John Parry - Eddie Pepperell - Phillip Price - Julien Quesne - Alvaro Quiros - Richie Ramsay - Eduardo de la Riva - Robert Rock - Brett Rumford - Ricardo Santos - Marcel Siem - Jeev Milkha Singh - Joel Sjöholm - Lee Slattery - Anthony Snobeck - Matthew Southgate - Gary Stal - Graeme Storm - Andy Sullivan - Alessandro Tadini | - Simon Thornton - Mark Tullo - Miles Tunnicliff - Peter Uihlein - Tjaart Van der Walt - Simon Wakefield - Justin Walters - Paul Waring - Romain Wattel - Steve Webster - Peter Whiteford - Martin Wiegele - Bernd Wiesberger - Danny Willett - Gareth Wright - Fabrizio Zanotti Invitaties - Wallace Booth - Marcus Both - Petr Gal - Steven O'Hara - Haydn Porteous - Gareth Shaw - Duncan Stewart - Brandon Stone Voormalige winnaars - Grégory Havret (2008) - Peter Hedblom (2009) - Miles Tunnicliff (2004) - Marc Warren (2007) Nationale Order of Merit - Greig Hutcheon - Chris Henderson - David Orr - David Patrick - Gareth Wright - Neil Fenwick - Paul McKechnie - Chris Kelly Amateurs - Alexander Culverwell WAGR 895 - Graeme Robertson WAGR 91 |